# Румак
Рума́к, або аргама́к (рос. аргамак від тат. arɣamak, уйг. arɣumak), — породистий східний бойовий кінь.

## Опис
Аргамак — в давнину, рослий і дорогий азійський кінь. Кабардинські та трухменські аргамаки відомі і донині. Останні вузькогруді, сухорляві, ходулеваті. Тому аргамаком і аргамачихою, жартома, називають високу і худорляву, незграбну людину.
Гібридом аргамака і киргизької кобили є карабаїр.

## Інше
- «Аргамак» — марка радянського снігоката